# Fatma Zohra Zamoum
Pour les articles homonymes, voir Zamoum.
Fatma Zohra Zamoum, née le 19 janvier 1967 à Bordj Menaïel (Algérie), est une écrivaine, scénariste, documentariste, réalisatrice et productrice algéro-française.

## Biographie
Fatma Zohra Zamoum est issue d'une famille de la classe moyenne algérienne, anciennement grande famille aristocratique de province, déshéritée par la colonisation française. Elle est envoyée à l'internat au lycée El-Khansa à Tizi Ouzou en 1982 lorsque survient le décès de son père en 1984. Elle choisit de faire des études à l'école des Beaux-arts d'Alger après son baccalauréat scientifique.
En 1989, elle vient à Paris poursuivre ses études en histoire de l'art et en cinéma à Paris-1 Sorbonne. Puis, après avoir obtenu une licence en cinéma et un DEA en histoire de l'art dirigé par Gilbert Lascault, elle se lance dans un doctorat en esthétique qu'elle abandonne pour faire des films.
Entre 1993 et 1998, elle organise de nombreuses expositions et écrit des textes sur l’œuvre d'artistes plasticiens algériens dont Le Vingtième siècle dans l'art algérien en 2003, qu'elle co-rédige.
Elle réalise de nombreux courts-métrages expérimentaux avant de se tourner vers la fiction. Pour cela, elle apprend à écrire en fiction et obtient le prix de la Hubert Balls Fund pour le développement de son premier scénario Un peu de cœur dans la pierre, aux Journées cinématographiques de Carthage en 2001.
Par la suite, elle écrit également deux romans, À tous ceux qui partent en 1999,, un cheminement initiatique dans le contexte de l'Algérie des années 1990 et un autre roman plus fantaisiste en 2006, Comment j'ai fumé tous mes livres,.
En 2005, elle réalise La Pelote de laine, un court-métrage primé partout à travers le monde. En 2009 elle réalise Z'har (Un)Lucky, un long-métrage expérimental et le documentaire intitulé Le Docker noir, Sembène Ousmane, sur la vie et l'œuvre de l'auteur et réalisateur africain.
En 2011, elle retourne à la fiction avec un long-métrage intimiste et narration traditionnelle intitulé Kedach Ethabni ou How Big Is Your Love https://www.imdb.com/title/tt1986047/.
En 2014, elle réalise un docu-fiction historique à l'occasion du 50e anniversaire de la souveraineté algérienne intitulé Azib Zamoum, une histoire de terres.

## Vie personnelle
Elle réside actuellement[Quand ?] entre Paris et Alger.
Elle parle couramment l'arabe, le français et l'anglais. Elle comprend l'italien et le kabyle et a des notions de russe et de hindi[réf. nécessaire].

## Œuvres audiovisuelles ou de cinéma
- Photos de voyages, court-métrage, 1995[9];
- Leçon de choses, court-métrage, 1996[9];
- À tous ceux qui partent, romans, 1999[9];
- Le Vingtième Siècle dans la peinture algérienne, ouvrage, 2003[9];
- La Maison de Roy Azdak, court-métrage, 2004[9];
- La Pelote de laine, court-métrage, 2005[9];
- Comment j'ai fumé tous mes livres, romans, 2006[9];
- Z'har ou (Un)Lucky en anglais, film expérimental, 2009[10];
- Le Docker noir, Sembène Ousmane, documentaire, 2009;
- Kedach ethabni ou How Big Is Your Love, long métrage, 2012;

## Distinctions
La Pelote de laine 
- Cheval d'argent au festival de Larissa (Grèce)
- Mention du jury à Vues d'Afrique de Montréal (Canada)
- Prix Jupiter au festival de Namur (France)
- Prix AGF au Festival du film de Sarlat (France)
- Tanit d'argent aux Journées cinématographiques de Carthage (Tunisie)
- 2 prix spéciaux au Fespaco (Burkina Faso)
- Mention du jury au festival de Milan (Italie)
- Prix du public au Festival francophone de Kalamazoo (États-Unis)
- Grand prix au festival Plein Sud (France)
- Prix du public au festival de Tarifa (Espagne)
- Prix du développement au festival d'Ismailia (Égypte)